# SG Rotation Leipzig
SG Rotation Leipzig is een Duitse voetbalclub uit Leipzig, Saksen. De club speelde twee seizoenen in de DDR-Liga.

## Geschiedenis
De club werd op 15 maart 1950 opgericht als BSG Sachsenverlag Leipzig. Reeds in november van dat jaar fuseerde de club met SG Union Leipzig en speelde voortaan onder de naam BSG Rotation Nord Leipzig. De club had geen vast stadion en na een verhuis naar het Georg-Schwarz-Sportpark werd de naam gewijzigd in Rotation Südwest Leipzig. In 1954 promoveerde de club naar de DDR-Liga maar kon daar het behoud niet verzekeren. In juni 1957 werd het eerste elftal van Rotation aangesloten bij BSG Aufbau Südwest Leipzig, maar keerde aan het einde van het jaar weer terug naar Rotation. In 1957 speelde de club een vriendschappelijke wedstrijd tegen Oberligaclub SC Rotation Leipzig nadat tegenstander Rode Ster Brno afgehaakt had, voor 70.000 toeschouwers verloor de club met 5:0.
In 1958 fuseerde de club met BSG Rotation Zentrum en nam dan de naam BSG Rotation Leipzig 1950 aan. In 1973 promoveerde de club een tweede keer naar de DDR-Liga maar kon ook nu de degradatie niet voorkomen. Vanaf het einde van de jaren zeventig speelde de club in het Stadion des Friedens, het voormalige stadion van Wacker Leipzig. Na de Duitse hereniging werd in 1990 de huidige naam aangenomen.